# LXII Korpus Armijny (III Rzesza)
LXII Korpus Armijny – korpus piechoty Wehrmachtu, uczestniczył głównie w walkach z aliantami zachodnimi.
Korpus został sformowany 15 września 1942 roku jako LXII Korpus Rezerwowy, w celu nadzorowania dywizji rezerwowych na Ukrainie. W styczniu przeniesiony na terytorium okupowanej Francji i przemianowany na LXII Korpus Armijny. Dowodził nim gen. Ferdinand Neuling i wchodził w skład 19 Armii. W dniu 18 sierpnia 1944 roku w rejonie Marsylii został zniszczony przez wojska aliantów zachodnich. 

## Dowódcy korpusu
- gen. Ferdinand Neuling (od powstania do zniszczenia)[3]

## Struktura organizacyjna
Skład w czerwcu 1944 roku:
- 148 Dywizja Rezerwowa
- 242 Dywizja Piechoty